# Лоренс Сеффорд
Лоренс Сеффорд (англ. Laurance F. Safford, 1890—1973) — американський криптограф.

## Біографія
Сеффорд народився в 1890 році в Массачусетсі, в 1916 році закінчив Військово-морську академію США в Аннаполісі, будучи п'ятнадцятим у своєму випуску. В січні 1924 року він був відкликаний зі служби, яку ніс на тральщику біля узбережжя Китаю, щоб очолити команду розробників шифрів і кодів в Управлінні зв'язку ВМФ США. В його команді спочатку було четверо цивільних фахівців, і першим завданням його команди став злом японських кодів, якими користувалися японські дипломати у своєму листуванні. У 1926 році він був відкликаний із цього напряму діяльності й повернувся до нього знову в 1929 році.
Сеффорд залучив у свою команду таких фахівців, як Агнес Дріскол, Джозеф Рочфорт, Джозеф Венгер і працював з ними протягом всієї Другої світової війни, а також у післявоєнний період. Він організував створення мережі станцій радіоперехоплення морського базування, завдяки чому Сполучені Штати вступили в Другу світову війну, вже маючи систему станцій радіоперехоплення. За заслуги в організації криптографічної служби в ВМФ США його неофіційно іменували «Фрідманом флоту» (маючи на увазі «батька американської криптографії» Вільяма Фрідмана). Після злому японських військово-морських кодів Сеффорд почав використовувати для дешифрування обладнання IBM, що дозволило автоматизувати процедуру розшифровки. Сеффорд брав безпосередню участь у розробці криптографічних машин і співпрацював з представником армії США Френком Роулеттом у розробці шифрувальної машини Sigaba, шифр якої не змогла зламати ні одна країна під час Другої світової війни.

## Сфера діяльності
Сеффорд співпрацював у сфері криптографії з армією США за кількома напрямками. Він виявив в японському дипломатичному листуванні ознаки наближення війни, і намагався попередити про підготовку атаки на Перл-Гарбор за кілька днів до неї, але отримав відмову адмірала Нойєса, начальника зв'язку ВМФ США. Організував децентралізовану систему радіорозвідки з підрозділами у Вашингтоні, на Гаваях і в Манілі. Сеффорд організував групу криптографів на чолі з Д. Рочфортом для розшифровки японського військово-морського коду, куди залучив найкращих криптографів ВМФ США. Навесні 1942 команда Рочфорта зуміла отримати важливу інформацію з перехоплених повідомлень японського флоту, що допомогло флоту США здобути перемогу в битві за Мідвей. Внутрішні інтриги в ВМФ США призвели до усунення Сеффорда від керівництва криптографічною службою, і до кінця війни її очолював Рочфорт.
Сеффорд звільнився з дійсної військової служби в 1953 році і помер у травні 1973 року. У 1999 його ім'я увічнене в залі слави Агентства національної безпеки.